# میوریشن
میوریشن (به ارمنی: Մյուրիշեն) یک منطقهٔ مسکونی در جمهوری آرتساخ است که در استان مارتونی واقع شده‌است.